# Cercle (Mali)

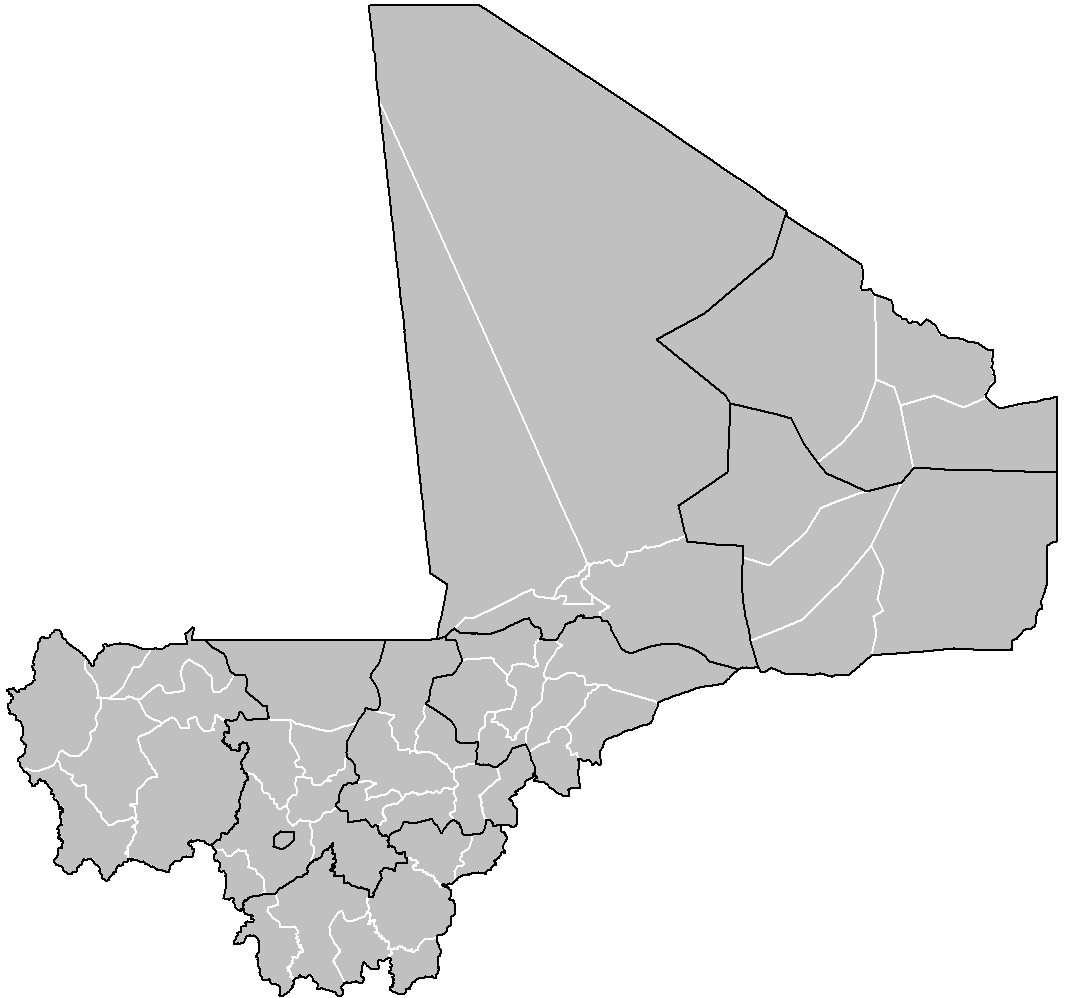
Indeling van Mali in cercles

Een cercle is een bestuurlijke eenheid in Mali. Mali is in eerste instantie onderverdeeld in tien regio's (plus het district Bamako). De regio's zijn weer onderverdeeld in 57 cercles. Deze tweede bestuurslaag is ten slotte onderverdeeld in 703 gemeenten (commune), 37 urbane - steden - en 666 rurale.
Tijdens de Franse overheersing van Mali was een cercle de kleinste administratieve eenheid, die werd geleid door een Europese officier. Een cercle bestond toen uit verschillende cantons, die weer uit verschillende dorpen bestonden.
Gardes-de-cercle ondersteunden de Europese officier. Gardes-de-cercle waren Afrikanen, die dienden als politiemensen, ter ondersteuning van de lokale koloniale autoriteiten. Aangezien deze gardes-de-cercle regelmatig arrestaties moesten verrichten en deze mensen dwongen om dwangarbeid te verrichten, werden ze veelal gerekruteerd buiten de cercle waar ze dienden. Hoewel ze Afrikanen waren, werden ze veracht en niet vertrouwd door de lokale bevolking.
De cercle Bafoulabé was in 1887 de eerste cercle die werd gecreëerd in Mali.

## Alfabetische lijst
Abeïbara (8) • Achouratt (10) • Al-Ourche (10) • Almoustrat (7) • Andéramboukane (9) • Ansongo (7) •  Bafoulabé (1) • Banamba (2) • Bandiagara (5) • Bankass (5) • Barouéli (4) • Bla (4) • Boudje-Béha (10) • Bougouni (3) • Bourem (7) • Diéma (1) • Dioïla (2) • Diré (6) • Djenné (5) • Douentza (5) • Foum Alba (10) • Gao (7) • Goundam (6) • Gourma-Rharous (6) • Inékar (9) • Kadiolo (3) • Kangaba (2) • Kati (2) • Kayes (1) • Kéniéba (1) • Kidal (8) • Kita (1) • Kolokani (2) • Kolondiéba (3) • Koro (5) • Koulikoro (2) • Koutiala (3) • Macina (4) • Ménaka (9) • Mopti (5) • Nara (2) • Niafunké (6) • Niono (4) • Nioro du Sahel (1) • San (4) • Ségou (4) • Sikasso (3) • Ténenkou (5) • Tessalit (8) • Tidermène (9) • Tin-Essako (8) • Tombouctou (6) • Tominian (4) • Yanfolila (3) • Yélimané (1) • Yorosso (3) • Youwaro (5).
Het nummer tussen haakjes verwijst naar de regio: 1 = Kayes; 2 = Koulikoro; 3 = Sikasso; 4 = Ségou; 5 = Mopti; 6 = Tombouctou; 7 = Gao; 8 = Kidal; 9 = Ménaka; 10 = Taoudéni.